# Diego Alberto Morales
Diego Alberto Morales (Vicente López, Buenos Aires, Argentina, 29 de noviembre de 1986) es un futbolista argentino. Juega de mediocampista ofensivo y su equipo actual es Academia Cantolao de la Liga 1.

## Trayectoria
A diferencia de otros futbolistas, Diego Morales no se formó en las divisiones inferiores de algún club, sino que lo hizo en categorías paralelas hasta 2006, cuando fue integrado a Chacarita Juniors. Con tan solo nueve partidos disputados, el entrenador del plantel profesional Héctor Rivoira lo convoca al equipo superior. Hizo su debut en la Primera B Nacional en la derrota por 2-0 como visitante ante Atlético de Rafaela.
Luego pasó por Deportivo Armenio, con el que disputó el torneo de Primera B.
Retornó al Funebrero y formó parte del plantel que logró el ascenso a Primera División. En esta etapa marcó dos goles. Debido a los malos resultados, Chacarita no pudo mantener la categoría, descendiendo al término de la temporada. Cachete convirtió tres goles en 29 partidos en la máxima categoría.
Chacarita cede el 80% del pase del jugador en 2010 a la empresa constructora Shap SA  y a Tigre, a cambio de esta cesión se produjo la cancelación total de la deuda que el club mantenía con dicha empresa en relación con la parte estructural de la obra de refacción del estadio. De esta forma, arribó al Matador a préstamo sin cargo por una temporada. Fue pieza clave en la salvación y subcampeonato obtenido en el Clausura 2012.

### Al-Ahli
Firmó contrato con el Al-Ahli a mediados de 2012. Logró jugar la final de champions asiática, perdiendo la final frente a Ulsan Hyundai.
Luego de un año en Arabia Saudita, parte al Náutico Capibaribe de la Serie A del fútbol brasileño por 6 meses, fue presentado junto al venezolano Angelo Peña y el uruguayo Juan Manuel Olivera. Jugó la Copa Sudamericana 2013 pero a final de año terminó descendiendo de categoría.

### LDU
En diciembre de 2013 se confirmó su llegada a Liga de Quito, siendo un pedido expreso de Luis Zubeldia. Tuvo un buen año, dejando una buena impresión en el torneo ecuatoriano, por lo que renovó su contrato por 2 temporadas más. El total de goles durante su contrato en Ecuador alcanza los 21, más innumerables asistencias, con una destacada actuación en el equipo. Con la llegada del uruguayo Álvaro Gutiérrez, el cachete fue perdiendo la titularidad del equipo. Participó en la Copa Sudamericana 2015, Copa Libertadores 2016 y logró clasificar a la Copa Sudamericana 2017. Jugó al lado de sus compatriotas Norberto Araujo, Rodrigo Erramuspe, Luciano Balbi y Exequiel Benavidez.
A pesar de tener contrato vigente con LDU en 2016 rompe su contrato y confirma su vuelta al club que lo vio brillar, convirtiendo 3 goles en la temporada y sobresaliendo en el juego, en una campaña difícil para Tigre. El siguiente semestre emigraría para el Colón de Santa Fe. Sin mucha participación, el club santafesino y el jugador rescinden de mutuo acuerdo el contrato. En este ciclo alcanzó los 3 goles, más asistencias.
Diego Morales retorna para cumplir su tercer ciclo en el club de Victoria. El 19 de febrero de 2018 cumplió 100 partidos vistiendo la camiseta azul y roja y coronó esa noche con un gol, en el empate 1-1 frente a Defensa y Justicia en el estadio José Dellagiovanna.
En 2019 fue fundamental en la obtención del primer título oficial en la máxima categoría en el club dónde es ídolo.
Luego de estar 6 meses de para, debido a que no logró encontrar equipo en Argentina. El 16 de diciembre es confirmado como nuevo refuerzo de la Academia Cantolao de la Liga 1 Perú. Fue Carlos Silvestri quien llamó directamente al cachete Morales para que pueda jugar en Cantolao. Su debut en el fútbol peruano fue ante Universitario de Deportes, perdiendo 3 a 0 de condición de local. Aquel año logró anotar 2 goles en 27 partidos, cumpliendo una campaña irregular, logrando salvar del descenso al equipo chalaco.

## Selección Argentina
Siendo jugador de Tigre fue convocado y debutó en la Selección Argentina de fútbol de la mano de Alejandro Sabella, en un partido amistoso contra la Selección de fútbol de Paraguay. 
Fue el 25 de mayo de 2011 en el estadio Juan Alberto García, y el combinado nacional ganó por 4 a 2.

## Estadísticas

### Clubes
- Actualizado hasta el 4 de marzo de 2020.

| Chacarita Juniors Argentina |                     |                     |     |    |    |    |    |     |     |      |      |
| 2.ª | 2006-07             | 3                   | 0   | —  | —  | —  | —  | 3   | 0   | 0,00 |      |
| 2.ª | 2008-09             | 4                   | 2   | —  | —  | —  | —  | 4   | 2   | 0,50 |      |
| 1.ª | 2009-10             | 29                  | 3   | —  | —  | —  | —  | 29  | 3   | 0,10 |      |
| Total club | Total club          | 36                  | 5   | 0  | 0  | 0  | 0  | 36  | 5   | 0,13 |      |
| Deportivo Armenio Argentina |                     |                     |     |    |    |    |    |     |     |      |      |
| 3.ª | 2007-08             | 35                  | 5   | —  | —  | —  | —  | 35  | 5   | 0,14 |      |
| Total club | Total club          | 35                  | 5   | 0  | 0  | 0  | 0  | 35  | 5   | 0,14 |      |
| Tigre Argentina |                     |                     |     |    |    |    |    |     |     |      |      |
| 1.ª | 2010-11             | 34                  | 6   | —  | —  | —  | —  | 34  | 6   | 0,17 |      |
| 1.ª | 2011-12             | 38                  | 9   | —  | —  | —  | —  | 38  | 9   | 0,23 |      |
| 1.ª | 2016-17             | 24                  | 3   | 1  | 1  | —  | —  | 25  | 4   | 0,16 |      |
| 1.ª | 2018                | 12                  | 3   | —  | —  | —  | —  | 12  | 3   | 0,27 |      |
| 1.ª | 2018-19             | 20                  | 2   | 11 | 2  | —  | —  | 31  | 4   | 0,14 |      |
| 2.ª | 2019-20             | 16                  | 2   | 1  | 0  | 5  | 0  | 22  | 2   | 0,11 |      |
| 2.ª | 2021                | 10                  | 1   | —  | —  | —  | —  | 10  | 1   | 0,11 |      |
| Total club | Total club          | 154                 | 26  | 13 | 3  | 5  | 0  | 172 | 29  | 0,18 |      |
| Al-Ahli Arabia Saudita |                     |                     |     |    |    |    |    |     |     |      |      |
| 1.ª | 2012-13             | 6                   | 2   | 1  | 0  | 5  | 0  | 12  | 2   | 0,16 |      |
| Total club | Total club          | 6                   | 2   | 1  | 0  | 5  | 0  | 12  | 2   | 0,16 |      |
| Náutico · Brasil |                     |                     |     |    |    |    |    |     |     |      |      |
| 1.ª | 2013                | 17                  | 0   | —  | —  | 1  | 0  | 18  | 0   | 0,00 |      |
| Total club | Total club          | 17                  | 0   | 0  | 0  | 1  | 0  | 18  | 0   | 0,00 |      |
| Liga de Quito · Ecuador |                     |                     |     |    |    |    |    |     |     |      |      |
| 1.ª | 2014                | 32                  | 6   | —  | —  | —  | —  | 32  | 6   | 0,18 |      |
| 1.ª | 2015                | 39                  | 11  | —  | —  | 6  | 2  | 45  | 13  | 0,28 |      |
| 1.ª | 2016                | 12                  | 0   | —  | —  | 6  | 2  | 18  | 2   | 0,11 |      |
| Total club | Total club          | 83                  | 17  | 0  | 0  | 12 | 4  | 95  | 21  | 0,22 |      |
| Colón Argentina |                     |                     |     |    |    |    |    |     |     |      |      |
| 1.ª | 2017                | 7                   | 0   | 1  | 0  | —  | —  | 8   | 0   | 0,00 |      |
| Total club | Total club          | 7                   | 0   | 1  | 0  | 0  | 0  | 8   | 0   | 0,00 |      |
| Academia Cantolao · Perú |                     |                     |     |    |    |    |    |     |     |      |      |
| 1.ª | 2022                | 27                  | 2   | 0  | 0  | —  | —  | 27  | 2   | 0,00 |      |
| Total club | Total club          | 27                  | 2   | 0  | 0  | 0  | 0  | 27  | 2   | 0,00 |      |
| Total en su carrera | Total en su carrera | Total en su carrera | 365 | 57 | 15 | 3  | 23 | 4   | 403 | 64   | 0,17 |
| (1) Incluye Copa del Príncipe, Copa Argentina y Copa de la Superliga. (2) Incluye Liga de Campeones de la AFC, Copa Sudamericana y Copa Libertadores. (3) Media de goles por encuentro. No incluye goles en partidos amistosos. |                     |                     |     |    |    |    |    |     |     |      |      |

## Palmarés
| Título                     | Club              | Sede      | Año  |
| -------------------------- | ----------------- | --------- | ---- |
| Ascenso a Primera División | Chacarita Juniors | Argentina | 2009 |
| Copa Superliga             | Tigre             | Argentina | 2019 |